# Guo Fan
Guo Fan (chiń. 郭凡; ur. 10 grudnia 1985) – chiński lekkoatleta, sprinter. Olimpijczyk (2012)

## Osiągnięcia
- brązowy medal mistrzostw Azji (bieg na 100 m, Guangdong 2009)
- srebro mistrzostw Azji (sztafeta 4 x 100 m, Guangdong 2009)
- brąz mistrzostw Azji (sztafeta 4 x 100 m, Pune 2013)
- medalista mistrzostw kraju i Chińskiej Olimpiady Narodowej

## Rekordy życiowe
- bieg na 100 metrów – 10,30 (2013)
- bieg na 60 metrów (hala) – 6,66 (2012)

Wielokrotny rekordzista kraju w sztafeta 4 x 100 metrów (do 38,38 w 2012; w składzie: Guo Fan, Liang Jiahong, Su Bingtian i Zhang Peimeng).